# Humberto Palza
Humberto Manuel Palza Corvacho (Arica, 25 de noviembre de 1936 - Ibíd, 6 de mayo de 1998) fue un profesor y político chileno, miembro del Partido Demócrata Cristiano (PDC). Se desempeñó como regidor de Arica en dos períodos consecutivos entre 1963 y 1969; diputado por la 1ª Agrupación departamental (Arica, Iquique y Pisagua), desde 1969 hasta 1973 y, senador por la Región de Tarapacá, desde 1990 hasta 1994.

## Biografía

### Infancia y juventud
Nació en Arica el 25 de noviembre de 1936, hijo de Humberto Palza Boved e Ismenia Corvacho Corvacho.
El 25 de diciembre de 1967, contrajo matrimonio con Mónica del Carmen Cordero Roura. Padre de cinco de Alejandra Mónica, Javiera Ismenia, Marcela Paz, Humberto Cristián y Beatriz Graciela.

### Estudios y vida laboral
Realizó sus estudios primarios en la Escuela Básica de Azapa y los secundarios en el Colegio San Vicente de Paul. Finalizada su etapa escolar ingresó al Instituto Comercial de Arica. Más adelante, estudió pedagogía en Inglés en la Universidad Técnica del Estado donde se tituló de profesor de Estado en idioma inglés en 1960.

## Carrera política
Miembro de la Falange Nacional Universitaria (FNU) en 1957, en 1958 se integró al Partido Demócrata Cristiano (PDC).  Fue presidente de la Juventud Demócrata Cristiana (JDC), con sede en Arica, entre 1961 y 1962.  Así mismo, fue presidente del «Comando Juventud Defensa de Arica». Más adelante, fue nombrado consejero provincial del partido y llegó a ser, presidente provincial. Durante su desempeño en este cargo participó en importantes recursos de protección en favor de la comunidad como fue el caso de las fumigaciones aéreas sobre Arica para combatir la plaga de la mosca de la fruta y del ecosistema del lago Chungará, proyecto que tuvo resonancia y apoyo mundial.
También fue subsecretario general de la Central Única de Trabajadores (CUT), en Arica.
En 1963 fue electo regidor de esa comuna para el período 1963-1967 y reelecto, para el período 1967-1969. Por otra parte, se desempeñó como secretario del «Proyecto de Integración Educacional de Arica».
En las elecciones parlamentarias de 1969, se presentó como candidato a diputado por la primera agrupación departamental de Iquique, Arica y Pisagua, para el período 1969-1973, resultando electo, integrando Comisión Permanente de Vivienda y Urbanismo; la de Defensa Nacional; y la de Gobierno Interior. De la misma manera integró la Comisión Investigadora de las Universidades. También fue miembro del comité parlamentario de su partido entre 1969 y 1971. Fue reelecto en mayo de 1973 e integró la Comisión Permanente de Educación Pública. No pudo completar su período con el cierre del Congreso Nacional el 21 de septiembre de 1973, producto del golpe de Estado de ese año.
Permanece inactivo políticamente hasta que regresa en 1985, donde propició el movimiento de defensa del lago chungará, presentando un recurso de protección para suspender la extracción de agua del lago. La Corte Suprema de Justicia confirmó por unanimidad la procedencia del mismo.
Para el plebiscito del 5 de octubre de 1988, presidió el comando del "NO" en Arica.
En las primeras elecciones parlamentarias del 14 de diciembre de 1989, tras el retorno a la democracia, presentó su candidatura al Senado en representación del PDC, por la 1ª Circunscripción, Región de Tarapacá, para el periodo legislativo 1990-1994.  Resultó electo con la primera mayoría al obtener el 27,99%, equivalente a 45.258 votos. En esa oportunidad, integró las comisiones permanentes de Educación Pública; la de Agricultura, y de la Comisión Permanente de Trabajo y Previsión Social, de la cual fue su presidente.
En las parlamentarias de 1993, postula a la reelección por la misma circunscripción, periodo 1994-2002. Obtuvo 29.426 votos, correspondientes al 18,19% del total de los sufragios, pero no fue electo.
En 1994, es designado por el presidente Eduardo Frei Ruiz-Tagle como «embajador para los países del Caribe», con sede en Guatemala. También, fue el primer representante de la Cancillería, con rango de embajador, en la Región de Tarapacá, con el objeto de incrementar y proyectar el proceso de integración de la zona norte chilena con los países limítrofes.
Falleció en Santiago, el 6 de mayo de 1998.

## Historial electoral

### Elecciones parlamentarias de 1969
- Elecciones parlamentarias de 1969 para la Provincia de Tarapacá.[2]

### Elecciones parlamentarias de 1973
- Elecciones parlamentarias de 1973 para la Provincia de Tarapacá.[2]

### Elecciones parlamentarias de 1989
- Elecciones parlamentarias de 1989 a Senador por la Circunscripción 1 (Tarapaca)

### Elecciones parlamentarias de 1993
- Elecciones parlamentarias de 1993, para la Circunscripción 1, Región de Tarapacá.[3]